# Тверская область

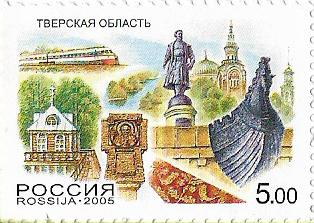
Тверская область. Марка Почты России. На марке изображены поезд ЭР-200, проходящий через Тверскую область, памятник Афанасию Никитину, часовня в истоке Волги, барельеф князя Михаила Тверского в Твери, Борисоглебский монастырь в Торжке, золотное шитьё из Торжка

Тверска́я о́бласть (с 1935 по 1990 год — Калининская область) — субъект Российской Федерации. Входит в состав Центрального федерального округа, является частью Центрального экономического района. Административный центр — Тверь.
Тверская область — крупнейший по территории регион Центральной России. Расположена в пределах Восточно-Европейской равнины. Граничит с Московской, Ярославской, Вологодской, Новгородской, Смоленской и Псковской областями.
В составе Российской империи и РСФСР до 1929 года существовала Тверская губерния. 29 января 1935 года была образована Калининская область, с 1990 года область называется Тверской.

## Физико-географическая характеристика

Физическая карта Тверской области

### География
Тверская область расположена на западе средней части Восточно-Европейской равнины. Она протянулась на 260 км с севера на юг и на 450 км с запада на восток. Площадь региона составляет 84 201 км², что чуть больше территории Ленинградской области. Расстояние от окружной дороги Москвы до границы области — 90 км.

### Рельеф
Поверхность в основном равнинная, на западе — Валдайская возвышенность, на востоке Молого-Шекснинская низменность, на крайнем западе — Плоскошская низина, в центре Тверская моренная гряда. Верхняя точка («Макушка Валдая») — 346,9 м — около деревни Починок Фировского района. Самая низкая точка — 61 м — берег реки Кунья в Торопецком районе на границе с Новгородской областью.

### Полезные ископаемые
Область бедна полезными ископаемыми. В недрах области залегают пласты бурого угля Подмосковного угольного бассейна. Крупнейшее месторождение — Большое Нелидовское, давшее с 1948 по 1996 год около 21 млн т твёрдого топлива.
На равнинных участках широко распространены мощные торфяные залежи общим объёмом в 15,4 млрд м³. Рассчитанные запасы торфа составляют 2051 млн т (около 7 % запасов европейской части России). В промышленном масштабе освоено 43 месторождения торфа общей площадью около 300 тыс. га, основные эксплуатируемые запасы сконцентрированы в пяти месторождениях, расположенных в центральной и южной частях региона. С 1971 по 1999 год разработано более 44 млн т топливного торфа.
Распространены известняки, встречаются залежи легкоплавких и огнеупорных глин и кварцевого песка, сапропелей, многочисленны подземные пресные и минеральные водные пласты, открытые источники (наиболее известна лечебно-столовая вода «Кашинская»).

### Климат
Климат всей Тверской области умеренно континентальный (по Алисову), умеренно континентальный влажный с тёплым летом, Dfb (по Кёппену), но ввиду довольно большой протяжённости области с юго-запада на северо-восток континентальность климата растёт и климат области довольно сильно варьирует. Средние температуры января меняются от −6 °C на юго-западе до −10 °C на северо-востоке, июля от +17 до +19 °C соответственно. Осадков около 650 мм в год. Самый северный город области — Весьегонск, лежащий на 58,3965° с. ш. Продолжительность дня в нём составляет от 6 часов 17 минут 22.12 до 18 часов 24 минут 22.06 (разница — 12 часов 07 минут, средняя долгота дня в году 12 часов 20 минут. Самым южным городом в области является город Белый, его широта примерно равна широте Москвы, 55,5° с. ш.

### Гидрография
На территории области свыше 800 рек общей протяжённостью около 17 000 км. Самая длинная и главная река — Волга (685 км). Её исток находится в Осташковском районе. Также в области особенно значимы и другие реки: Западная Двина (262 км), Вазуза (162 км), Тверца (188 км), Медведица (269 км), Молога (280 км) и Межа (259 км). По территории области проходит водораздел Каспийского и Балтийского морей.
На территории региона расположено 1769 озёр (1,4 % территории), в том числе Селигер (259,7 км²), Верхневолжские озёра, Великое, Верестово, Пирос и Шлино. Максимальная озёрность на западе и северо-западе области. Самые глубокие озёра области (эворционные) — Бросно (41,5 м) и Долосец (41 м), Кафтино (39 м).
Наиболее крупные водохранилища области: Верхневолжское, Иваньковское, Угличское и Рыбинское, расположенные на Волге; Вазузское и Вышневолоцкое на менее крупных реках.

### Почвы
Почвы на территории региона преимущественно супесчаные (а местами глинистые) дерново-подзолистые, крупный массив Оршинского болота (Калининский район) богат торфяно-болотными почвами, встречающимися участками по всей области. Наиболее плодородные земли находятся на востоке области (Кашинский, Калязинский районы).

### Растительность
Регион находится в лесной зоне, в подзоне южной тайги, переходящей в широколиственные леса на северо-западе и массивы сосновых лесов в северной и юго-западной частях.
Леса в Тверской области занимают чуть больше половины её территории. Лесистость составляет 54 %.
Наибольшую площадь занимают смешанные леса — 2 482 724,03 га, что составляет 29,5 % от общей площади области. Площадь широколиственных лесов 1 592 866,19 га (18,9 %). Площадь светлохвойных лесов 453 800,01 га (5,4 %). Наименьшая площадь приходится на темнохвойные леса — 21 228,11 га (0,25 %). Безлесные территории — 3 869 482,0 га (2010).
Общие запасы древесины в регионе — 658 млн м³. Запасы спелого леса оцениваются в 147,8 млн м³, включая ресурсы, предназначенные для эксплуатации, — около 100 млн м³. Расчётная лесосека установлена в объёме 6,2 млн м³/год, объём лесозаготовок составляет около 34 % лесосеки (2003).
Болота занимают около 7 % от общей площади области.
В 2002 году была опубликована Красная книга Тверской области, под редакцией А. С. Сорокина. Второе издание вышло в 2016 году.

### Охрана природы
По данным регионального Министерства природных ресурсов и экологии в Тверской области 992 особо охраняемых территории регионального значения (573 государственных природных заказника,418 памятников природы,1 ботанический сад), 3 ООПТ местного значения и 2 федерального (Центрально-Лесной заповедник и Национальный парк «Завидово»). Площадь охраняемых территорий Тверской области — около 1 млн га или 14 % площади.
В Государственном природном комплексе «Завидово» находится резиденция Президента России. С ноября 2006 года совместно с сотрудниками ФСО России круглосуточную службу в загородной резиденции президента несут сотрудники ОМОН «Барс» УМВД России по Тверской области.
Крупнейший природоохранный объект — Центрально-Лесной заповедник на территории Нелидовского и Андреапольского округов с охраняемой территорией в 46 061 га. Действует Завидовский научно-опытный заповедник.
Наибольшие площади ООПТ сосредоточены в Жарковском округе — 111,7 тыс. га (68,7 % от общей площади района), в Удомельском округе — 78,8 тыс. га (31,9 %) и в Фировском округе — 58,0 тыс. га (33,2 %). Наименьшие площади охраняемых территорий находятся в Кесовогорском — 0,3 тыс. га (3 %) и в Сонковском округах — 1,2 тыс. га (1,3 %).

### Состояние окружающей среды
Очагами загрязнения являются города с химической промышленностью: Торжок и Нелидово. На территории войсковой части в посёлке Мигалово размещены радиоактивные отходы.

## История
Этапы формирования

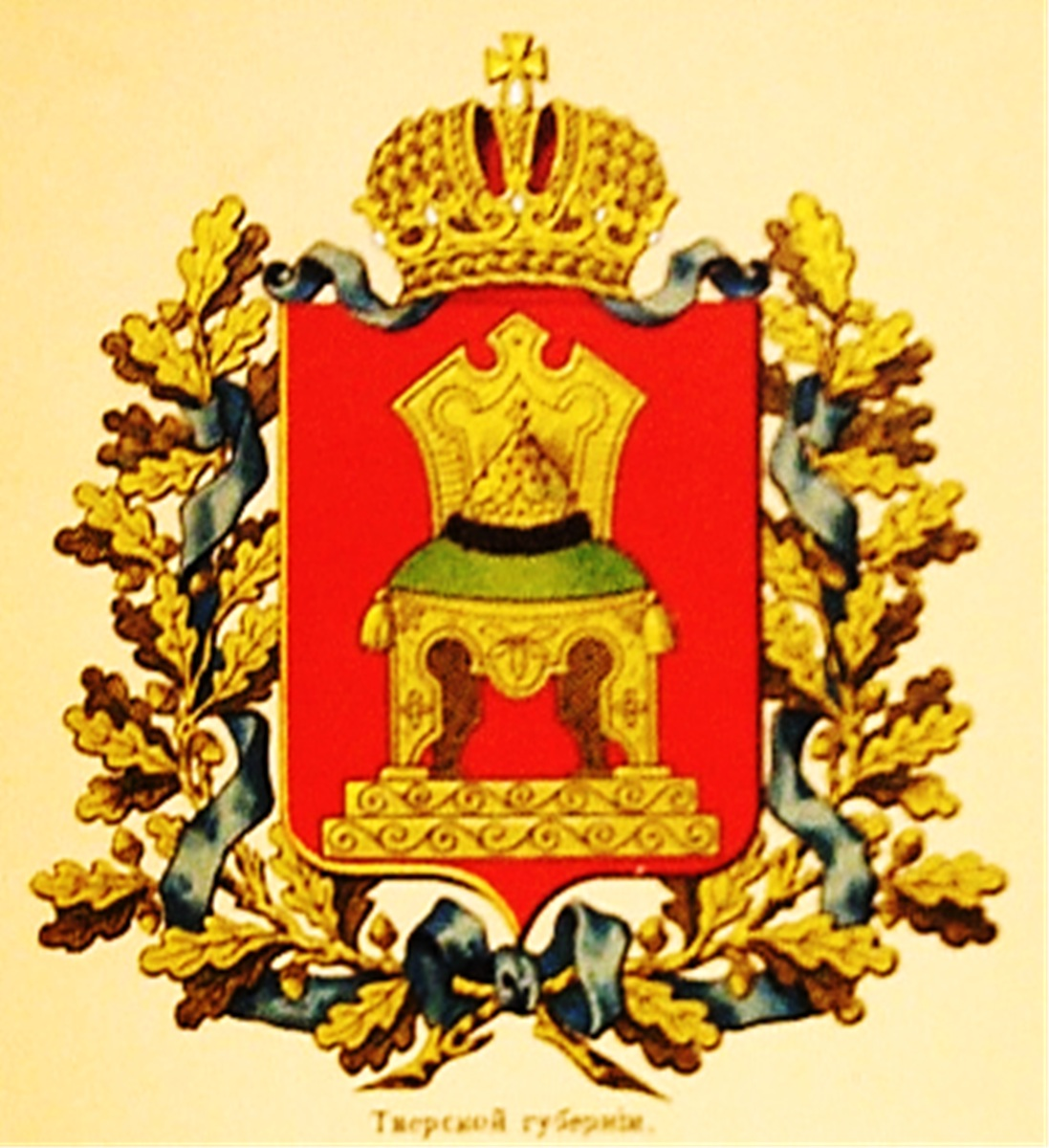
Герб Тверской губернии

- 29 января 1935 года из частей Западной, Ленинградской и Московской областей была образована Калининская область[9].
- 5 февраля 1935 года в составе Калининской области образован Великолукский округ.
- 5 марта 1935 года образованы Медновский, Кушалинский и Фировский районы.
- 20 марта 1936 года Чертолинский район переименован в Молодотудский.
- 11 мая 1937 года образован Опочецкий округ.
- 8 июля 1937 года образован Карельский национальный округ.
- 9 июля 1937 года упразднён Великолукский округ.
- 7 февраля 1939 года упразднён Карельский национальный округ.
- 26 апреля 1940 года упразднён Весьегонский район.
- 5 февраля 1941 года упразднён Опочецкий округ.
- 5 июля 1944 года Холмский район перечислен в состав вновь образуемой Новгородской области.
- 22 августа 1944 года в состав вновь образуемой Великолукской области перечислены город Великие Луки, Бежаницкий, Великолукский, Идрицкий, Красногородский, Кудеверский, Куньинский, Ленинский, Локнянский, Невельский, Нелидовский, Новосокольнический, Октябрьский, Опочецкий, Пеновский, Плоскошский, Пустошкинский, Себежский, Серёжинский, Торопецкий районы.
- 23 августа 1944 года в состав вновь образуемой Псковской области перечислены Ашевский, Новоржевский, Пушкиногорский районы.
- 3 марта 1949 года восстановлен Весьегонский район.
- 22 сентября 1956 года город Дубна перечислен в состав Московской области.
- 2 октября 1957 года при упразднении Великолукской области в состав Калининской области переданы Бельский, Жарковский, Ильинский, Ленинский, Нелидовский, Октябрьский, Пеновский, Серёжинский, Торопецкий районы.
- 20 февраля 1958 года рабочий посёлок Иваньково перечислен в состав Московской области.
- 29 июля 1958 года Плоскошский район перечислен из Псковской области в Калининскую область.
- 22 августа 1958 года упразднены Есеновичский и Молодотудский районы.
- 22 октября 1959 года упразднён Оршинский район.
- 12 января 1960 года упразднены Жарковский, Ильинский, Плоскошский и Серёжинский районы.
- 14 ноября 1960 года упразднены Брусовский, Луковниковский, Завидовский и Погорельский районы.
- 1 февраля 1963 года в соответствии с указом Президиума Верховного Совета РСФСР ликвидированы Сонковский, Удомельский, Сандовский, Фировский, Октябрьский, Конаковский, Тургиновский, Кесовогорский, Калязинский, Молоковский, Лесной, Бельский, Оленинский, Кировский, Пеновский, Горицкий, Зубцовский, Высоковский, Каменский, Лихославльский и Ленинский районы.
- 4 марта 1964 года восстановлены Калязинский, Лихославльский и Оленинский районы.
- 3 января 1965 года восстановлены Бельский и Кесовогорский районы.
- 12 января 1965 года образованы Андреапольский, Зубцовский, Конаковский, Кувшиновский, Сандовский, Селижаровский, Спировский и Удомельский районы.
- 30 декабря 1966 года образованы Лесной и Молоковский районы.
- 6 апреля 1972 года восстановлен Фировский район.
- 27 декабря 1973 года образованы Жарковский и Пеновский районы.

В 1983 году в Твери была найдена берестяная грамота, в 1985 году берестяную грамоту нашли в Торжке.
17 июля 1990 года указом Президиума Верховного Совета РСФСР Калининская область переименована в Тверскую. 21 апреля 1992 года Съезд народных депутатов России утвердил переименование области, внеся соответствующую поправку в ст. 71 Конституции РСФСР 1978 года, которая вступила в силу 16 мая 1992 года.

## Награды
- Орден Ленина (3 декабря 1966) — за мужество и стойкость, проявленные трудящимися в борьбе с немецко-фашистскими захватчиками в период Великой Отечественной войны, и за достигнутые успехи в восстановлении и развитии народного хозяйства.

## Население
Численность населения области по данным Росстата составляет 1 190 574 чел. (2025). Плотность населения — 14,14 чел./км². Городское население — 
78,62 % (2022). В состав области входит 23 города, 30 посёлков городского типа.
| 1897       | 1926       | 1928       | 1941       | 1944       | 1959       | 1970       | 1979       | 1987       |
| ---------- | ---------- | ---------- | ---------- | ---------- | ---------- | ---------- | ---------- | ---------- |
| 1 769 135  | ↗2 242 350 | ↗2 262 500 | ↘2 156 100 | ↘1 572 700 | ↗1 806 787 | ↘1 717 237 | ↘1 649 022 | ↗1 651 000 |
| 1989       | 1990       | 1991       | 1992       | 1993       | 1994       | 1995       | 1996       | 1997       |
| ↗1 670 117 | ↘1 666 534 | ↘1 662 810 | ↘1 648 880 | ↘1 639 834 | ↘1 627 224 | ↘1 621 424 | ↘1 612 273 | ↘1 599 359 |
| 1998       | 1999       | 2000       | 2001       | 2002       | 2003       | 2004       | 2005       | 2006       |
| ↘1 583 755 | ↘1 566 617 | ↘1 543 796 | ↘1 519 569 | ↘1 471 459 | ↘1 465 568 | ↘1 443 682 | ↘1 425 582 | ↘1 406 562 |
| 2007       | 2008       | 2009       | 2010       | 2011       | 2012       | 2013       | 2014       | 2015       |
| ↘1 390 444 | ↘1 379 542 | ↘1 369 413 | ↘1 353 392 | ↘1 350 086 | ↘1 342 200 | ↘1 334 061 | ↘1 325 249 | ↘1 315 071 |
| 2016       | 2017       | 2018       | 2019       | 2020       | 2021       | 2022       | 2023       | 2024       |
| ↘1 304 744 | ↘1 296 799 | ↘1 283 873 | ↘1 269 636 | ↘1 260 379 | ↘1 230 171 | ↘1 226 038 | ↘1 211 183 | ↘1 199 747 |
| 2025       |            |            |            |            |            |            |            |            |
| ↘1 190 574 |            |            |            |            |            |            |            |            |

## Административное деление
Административно-территориальное устройство
Согласно Закону «Об административно-территориальном устройстве Тверской области», с учётом новейших административно-территориальных изменений, субъект РФ включает следующие административно-территориальные единицы и территориальные единицы (населённые пункты)::
- 7 городских округов — Тверь, город Торжок, Вышневолоцкий, Кашинский, Нелидовский, Осташковский, Удомельский;[42]
- 1 муниципальный район — Торжокский;
- 2 ЗАТО — Озёрный и Солнечный;
- 30 муниципальных округов — Андреапольский, Бежецкий, Бельский, Бологовский, Весьегонский, Жарковский, Западнодвинский[43], Зубцовский, Калининский, Калязинский, Кесовогорский, Кимрский, Конаковский, Кувшиновский, Краснохолмский[44], Лесной, Лихославльский, Максатихинский, Молоковский[45], Оленинский, Пеновский[46], Рамешковский, Ржевский, Сандовский[47], Селижаровский[42], Сонковский, Спировский, Старицкий, Торопецкий, Фировский.[45]

Административным центром Тверской области является город Тверь.

#### История административно-территориального устройства
5 мая 2020 года были упразднены с преобразованием в округа Западнодвинский, Пеновский, Сандовский, Краснохолмский, Селижаровский районы, города Красный Холм и Западная Двина наделены категорией городов окружного значения; количество поселений сокращено до 238 (29 городских и 165 сельских).
К 17 апреля 2021 года в округа были преобразованы Лихославльский, Молоковский, Рамешковский и Спировский районы, город Лихославль наделяется статусом города окружного значения.
5 мая 2020 года были упразднены Западнодвинский, Пеновский, Сандовский, Краснохолмский, Селижаровский муниципальные районы и все входящие в их городские и сельские поселения с преобразованием в муниципальные округа; количество городских поселений сокращено до 29, сельских до 165.
К 17 апреля 2021 года в муниципальные округа были преобразованы Лихославльский, Молоковский, Рамешковский и Спировский муниципальные районы и все входящие в их состав городские и сельские поселения, количество городских поселений сокращено до 24, сельских до 143.

К августу 2024 года число сельских поселений было сокращено до 14 во всей области. Все муниципальные районы, за исключением Торжокского, были реорганизованы в муниципальные округа.
Округа (городские и муниципальные округа) и районы (муниципальные районы)
| Административно-территориальные единицы | Административно-территориальные единицы | Административно-территориальные единицы | Административно-территориальные единицы | Административно-территориальные единицы | Административно-территориальные единицы |
| № на карте                              | Название                                | Население, чел.                         | Центр                                   | Население центра, чел.                  | ОКАТО                                   |
| --------------------------------------- | --------------------------------------- | --------------------------------------- | --------------------------------------- | --------------------------------------- | --------------------------------------- |
| Округа (города областного значения)     |                                         |                                         |                                         |                                         |                                         |
| 14                                      | городской округ город Кимры             | ↘40 875                                 | г. Кимры                                | ↘40 875                                 | 28 426                                  |
| 27                                      | городской округ город Ржев              | ↘52 619                                 | г. Ржев                                 | ↘52 619                                 | 28 445                                  |
| 10                                      | городской округ город Тверь             | ↘412 806                                | г. Тверь                                | ↘412 806                                | 28 401                                  |
| 33                                      | городской округ город Торжок            | ↘41 116                                 | г. Торжок                               | ↘41 116                                 | 28 450                                  |
| Округа (города окружного значения)      |                                         |                                         |                                         |                                         |                                         |
| 1                                       | Андреапольский муниципальный            | ↗10 471                                 | г. Андреаполь                           | ↗6956                                   | 28 202                                  |
| 5                                       | Весьегонский муниципальный              | ↘10 116                                 | г. Весьегонск                           | ↗6330                                   | 28 210                                  |
| 6                                       | Вышневолоцкий городской                 | ↘67 163                                 | г. Вышний Волочёк                       | ↗45 830                                 | 28 212                                  |
| 8                                       | Западнодвинский муниципальный           | ↘12 497                                 | г. Западная Двина                       | ↗7869                                   | 28 216                                  |
| 12                                      | Кашинский городской                     | ↘23 449                                 | г. Кашин                                | ↗14 113                                 | 28 224                                  |
| 16                                      | Краснохолмский муниципальный            | ↘8946                                   | г. Красный Холм                         | ↗4998                                   | 28 232                                  |
| 19                                      | Лихославльский муниципальный            | ↘24 974                                 | г. Лихославль                           | ↘11 017                                 | 28 238                                  |
| 22                                      | Нелидовский городской                   | ↘23 902                                 | г. Нелидово                             | ↗18 603                                 | 28 243                                  |
| 24                                      | Осташковский городской                  | ↗21 849                                 | г. Осташков                             | ↗16 674                                 | 28 245                                  |
| 35                                      | Удомельский городской                   | ↘30 006                                 | г. Удомля                               | ↘25 950                                 | 28 256                                  |
| Округа (ЗАТО)                           |                                         |                                         |                                         |                                         |                                         |
| 24                                      | ЗАТО Солнечный                          | ↘1840                                   | пгт Солнечный                           | ↘1840                                   | 28 556                                  |
| 4                                       | ЗАТО Озёрный                            | ↘9951                                   | пгт Озёрный                             | ↘9951                                   | 28 553                                  |
| Округа                                  |                                         |                                         |                                         |                                         |                                         |
| 18                                      | Лесной муниципальный                    | ↘4101                                   | село Лесное                             | ↘1666                                   | 28 236                                  |
| 21                                      | Молоковский муниципальный               | ↘3747                                   | пгт Молоково                            | ↗1798                                   | 28 242                                  |
| 23                                      | Оленинский муниципальный                | ↗11 784                                 | пгт Оленино                             | ↗4704                                   | 28 244                                  |
| 25                                      | Пеновский муниципальный                 | ↘5327                                   | пгт Пено                                | ↘3359                                   | 28 246                                  |
| 26                                      | Рамешковский муниципальный              | ↘14 811                                 | пгт Рамешки                             | ↗4102                                   | 28 247                                  |
| 28                                      | Сандовский муниципальный                | ↘5078                                   | пгт Сандово                             | ↗3106                                   | 28 249                                  |
| 29                                      | Селижаровский муниципальный             | ↘10 327                                 | пгт Селижарово                          | ↗5931                                   | 28 250                                  |
| 31                                      | Спировский муниципальный                | ↘8758                                   | пгт Спирово                             | ↘5194                                   | 28 252                                  |
| Районы (муниципальные)                  |                                         |                                         |                                         |                                         |                                         |
| 2                                       | Бежецкий                                | ↗31 775                                 | г. Бежецк                               | ↗21 466                                 | 28 204                                  |
| 3                                       | Бельский                                | ↘5089                                   | г. Белый                                | ↗3125                                   | 28 206                                  |
| 4                                       | Бологовский                             | ↘31 533                                 | г. Бологое                              | ↘20 234                                 | 28 208                                  |
| 7                                       | Жарковский                              | ↘4258                                   | пгт Жарковский                          | ↗2952                                   | 28 214                                  |
| 9                                       | Зубцовский                              | ↘14 470                                 | г. Зубцов                               | ↗6217                                   | 28 218                                  |
| 10                                      | Калининский                             | ↗55 783                                 | г. Тверь                                | ↘412 806                                | 28 220                                  |
| 11                                      | Калязинский                             | ↗19 919                                 | г. Калязин                              | ↗12 621                                 | 28 222                                  |
| 13                                      | Кесовогорский                           | ↘7442                                   | пгт Кесова Гора                         | ↗3746                                   | 28 226                                  |
| 14                                      | Кимрский                                | ↗12 925                                 | г. Кимры                                | ↘40 875                                 | 28 228                                  |
| 15                                      | Конаковский                             | ↘71 623                                 | г. Конаково                             | ↘33 560                                 | 28 230                                  |
| 17                                      | Кувшиновский                            | ↘13 028                                 | г. Кувшиново                            | ↗9262                                   | 28 234                                  |
| 20                                      | Максатихинский                          | ↗14 388                                 | пгт Максатиха                           | ↗7620                                   | 28 240                                  |
| 27                                      | Ржевский                                | ↗10 932                                 | г. Ржев                                 | ↘52 619                                 | 28 248                                  |
| 30                                      | Сонковский                              | ↘6722                                   | пгт Сонково                             | ↘3553                                   | 28 251                                  |
| 32                                      | Старицкий                               | ↘21 077                                 | г. Старица                              | ↘6938                                   | 28 253                                  |
| 33                                      | Торжокский                              | ↘19 770                                 | г. Торжок                               | ↘41 116                                 | 28 254                                  |
| 34                                      | Торопецкий                              | ↘16 879                                 | г. Торопец                              | ↘11 441                                 | 28 255                                  |
| 36                                      | Фировский                               | ↗8242                                   | пгт Фирово                              | ↗2010                                   | 28 257                                  |

Населённые пункты с численностью населения более 7 тысяч человек
| Тверь          | ↘412 806 |
| Ржев           | ↘52 619  |
| Вышний Волочёк | ↗45 830  |
| Торжок         | ↘41 116  |
| Кимры          | ↘40 875  |
| Конаково       | ↘33 560  |
| Удомля         | ↘25 950  |
| Бежецк         | ↗21 466  |

| Бологое    | ↘20 234 |
| Нелидово   | ↗18 603 |
| Осташков   | ↗16 674 |
| Кашин      | ↗14 113 |
| Калязин    | ↗12 621 |
| Торопец    | ↘11 441 |
| Лихославль | ↘11 017 |
| Редкино    | ↘9634   |

| Озёрный        | ↘9951 |
| Кувшиново      | ↗9262 |
| Западная Двина | ↗7869 |
| Старица        | ↘6938 |
| Максатиха      | ↗7620 |
| Андреаполь     | ↗6956 |

## Экономика
В структуре валового продукта (125,6 млрд руб., 2006) выделяются обрабатывающая промышленность — 22,8 %, производство и распределение электроэнергии, газа и воды — 8,6 %, оптовая и розничная торговля — 17,6 %, транспорт и связь — 14,9 %, строительство — 5,9 %. В сельском хозяйстве производится 7,6 % ВВП. Долгосрочный кредитный рейтинг области по версии агентства Fitch (май 2014) — BBB+, краткосрочный рейтинг в иностранной валюте — B, прогноз позитивный.

### Промышленность
Отрасли промышленности:
- Машиностроение — экскаваторы, пассажирские вагоны (Тверь), электропоезда, спецвагоны (Торжок), текстильное оборудование, сельскохозяйственные машины, гаражное оборудование (Бежецк), противопожарное оборудование (Торжок), электротехнические изделия (Кашин, Торжок, Бологое), приборы и осветительная аппаратура (Ржев, Лихославль), производство тормозной аппаратуры для подвижного состава железных дорог (Тверь) и др.
- Пищевая — крупнейшие предприятия — ОАО «Мелькомбинат» и ОАО «Волжский пекарь» (Тверь), ОАО «Бологовский молочный завод»
- Деревообрабатывающая — фанера, деревянные строительные детали (Вышний Волочёк, Нелидово, Земцы), предприятие обработки древесины «Таллион Терра» (Торжок), мебель (Тверь, Ржев, Торжок, Красный Холм), целлюлозно-бумажное производство (Кувшиново)
- Производство стройматериалов (Бологое), завод «Шедель» (Торжок), ООО «Завод железобетонных конструкций» (Бежецк)
- Производство отделочных материалов (напольный плинтус) — ООО «ИваПласт» (Кимры)
- Стекольная (Вышний Волочёк, Спирово) и фарфоро-фаянсовая (Конаково)
- Текстильная и кожевенно-обувная — хлопчатобумажные (Вышний Волочёк), шерстяные (Завидово), шёлковые (Тверь) и льняные (Осташков) ткани, а также выделка кожи (Осташков). Обувная фабрика группы «Восток Сервис» (Торжок), золотошвейная фабрика (Торжок). Доля лёгкой промышленности в выпуске товарной продукции составляет 7 %
- Химическая — химическое волокно, стеклопластики, стекловолокно, полиграфические краски (Торжок), крупнейший в Европе завод компании «Шелл — нефть» (Торжок)
- Полиграфическая

### Энергетика
Электроэнергетика стабильно занимает второе место в структуре промышленного производства (доля в 2003 году — 30 %) и, благодаря высокой рентабельности, первое место среди отраслей промышленности по вкладу в ВВП.
На территории области располагаются крупнейшие электростанции:
- Калининская АЭС мощностью 4 ГВт (21,1 млрд кВт·ч в 2006 году)
- Конаковская ГРЭС мощностью 2,4 ГВт (8,1 млрд кВт·ч в 2006 году)

На Калининской АЭС в настоящее время действуют четыре энергоблока мощностью по 1 ГВт. В 2011 году введён в эксплуатацию энергоблок № 4 мощностью 1 ГВт.
Планируется строительство Тверской АЭС.
Кроме двух федеральных действуют региональные Тверские ТЭЦ-1, ТЭЦ-3, ТЭЦ-4, Вышневолоцкая ТЭЦ и теплосети общей мощностью: электрической — 275 МВт, тепловой — 2187 Гкал/час (2006).
Крупнейшая компания в сфере топливной промышленности — компания «Тверьторф», объединяет 13 торфодобывающих предприятий, добыча в 1999 году составила 421 тыс. т топливного торфа. Разработка угля приостановлена в середине 1990-х по причине резкого снижения рентабельности. Объём выпуска продукции топливной промышленностью в 2001 году составил 74,7 млн руб.

### Машиностроение
Доля машиностроения в объёме товарного производства составляет 30 %.
В области расположены следующие крупные предприятия:
- ОАО «Тверской вагоностроительный завод»
- ОАО «Пожтехника»
- ОАО «Торжокский вагоностроительный завод»
- ОАО «Тверьэкскаватор»
- Завод «Центросвармаш»
- ОАО «Бологовский завод „Строммашина“»
- ОАО «Бологовский арматурный завод»
- Тверской машзавод «Гидромолот»
- ООО «Бежецкий опытно-экспериментальный завод»
- ОАО «Бежецкий завод автоспецоборудования»

### Транспорт
Важнейшие железнодорожные магистрали региона — Главный ход, Рижский ход и Широтный ход Октябрьской железной дороги. Широтный ход (Ярославль — Бологое — Дно) — однопутный неэлектрифицированный, грузонапряжённый. Рижский ход (Москва — Рига) — однопутный неэлектрифицированный, грузонапряжённый. Все прочие железнодорожные линии — малодеятельные.
Под Тверью два гражданских аэропорта: международный UUEM (KLD) «Мигалово» с взлётно-посадочной полосой для грузовой авиации длиной 2500 м, аэропорт местных линий «Змеёво» (ныне — вертодром).
Развито судоходство по Волге, речной порт «Тверь» с грузовым причалом для судов «река — море» с осадкой до 4 м.
Через область проходят четыре луча железных дорог, идущих из Москвы в северном, северо-западном и западном направлениях:
- на Санкт-Петербург через Тверь — Бологое (главный ход Октябрьской железной дороги);
- на запад через Ржев — Великие Луки (ответвления на Ригу, Вильнюс, Калининград и Варшаву — Берлин;
- на Кимры — Сонково — Пестово — Санкт-Петербург[80];
- на Псков через Тверь — Бологое.

Крупнейший железнодорожный узел Тверской области находится в городе Бологое. Бологовский узел включает в себя пять направлений: Москва, Санкт-Петербург, Псков, Ярославль, Великие Луки. Крупными узлами являются также Ржевский и Тверской узлы.

### Сельское хозяйство
Сельское хозяйство области специализируется на молочно-мясном скотоводстве и льноводстве, наблюдается быстрый рост свиноводство. Значительно развито птицеводство. Ведутся посевы ржи, овса, кормовых культур, картофеля, овощей.
Животноводство
Из истории: на начало 2002 года поголовье скота — 348,2 тыс. голов, из них коров — 174,3 тыс., свиней — 127,8 тыс., птицы — 3374,5 тыс. В 2001 году произведено: мяса (живой вес) — 74,8 тыс. т, молока — 476,5 тыс. т, яиц — 484,5 млн шт.
На 1 января 2018 года поголовье крупного рогатого скота в хозяйствах всех категорий 106,2 голов, из них коров 48,8 голов, свиней 588,8 голов, овцы и козы 50,2 голов, птицы 3893,8 тыс. голов.
Наблюдается сокращение животноводства Тверской области, за исключением свиноводства, где с 2017 года наблюдается стабилизация.
Объёмы производства продукции животноводства в 2019г снизились практически по всем категориям. Мясо −3 %, молоко −3 %, яйца −4 %, товарный мёд −13 % — к 2018 г. Прирост отмечен лишь по показателю производства шерсти — +32 % к 2018 г. Основными лидерами по производству молока (96,7 %) и мяса (67,3 %) в 2019г являлись сельскохозяйственные организации, а лидерами по производству яиц (79,9 %) — хозяйства населения.
На 1 июня 2021 года поголовье крупного рогатого скота в хозяйствах всех категорий 92,2 тыс. голов (-5,8 %), из них коров 41,7 тыс. голов (-6,5 %), свиней 580,0 тыс. голов (-30,6 %), овцы и козы 43,9 тыс. голов (-12,1 %), птицы 3187,6 тыс. голов (-0,9 %). Наблюдается сокращение производства мяса (-15,7 %), молока (-2,9 %) и яиц (-0,8 %).
В 2020 году произведено молока 211,5 тыс. тонн (-2,3 % к 2019).
В 2020 году средний надой молока на корову 5312 кг (+189 кг за год), из них сельхозорганизации 5568 кг (+285 кг), КФХ 3632 кг (-14 кг), хозяйства населения 5148 кг (+43 кг)
На 1 сентября 2020 года насчитывалось 850 тыс. свиней, прирост за год составил 34,5 %. На 1 января 2006 г. численность свиней в сельхозорганизациях составляла только 77,6 тыс. голов, за 14 лет удалось увеличить стадо в 8,6 раза. Значительный прирост поголовья свиней в регионе обеспечили крупнейшие предприятия промышленного свиноводства: агрофирма «Дмитрова гора», ООО «Коралл», ОАО «Заволжское» и свиноводческий комплекс ГК «Агропромкомплектация».
Объёмы производства продукции животноводства в 2019 г снизились практически по всем категориям. Мясо минус 3 %, молоко минус 3 %, яйца минус 4 %, товарный мёд минус 13 % — к 2018 г. Прирост отмечен лишь по показателю производства шерсти — плюс 32 % к 2018 г. Основными лидерами по производству молока (96,7 %) и мяса (67,3 %) в 2019г являлись сельскохозяйственные организации, а лидерами по производству яиц (79,9 %) — хозяйства населения.
Растениеводство
Общая площадь сельхозугодий составляет 2434,6 тыс. га, из них под пашней более 60 %. Посевная площадь более 635,5 тыс. га (2013), из них под зерновыми культурами занято 66,4 тыс. га, льном-долгунцом — 6,1 тыс. га, картофелем — 23,5 тыс. га и овощами — 4,0 тыс. га.
В 2020 году получено 125,3 тыс. т зерна, средняя урожайность составила 17,8 ц/га. В частности, убрано 17,4 тыс. га пшеницы, получено 40,1 тыс. т этой культуры при урожайности 23 ц/га. Ячмень убран с 9,6 тыс. га, намолочено 25,2 тыс. т, средняя урожайность — 26,2 ц/га. К 6 ноября завершилась уборка зерновых и зернобобовых культур, обмолочено 70,4 тыс. га.
В 2001 году произведено: зерна — 206,4 тыс. т, картофеля — 604,5 тыс. т, льноволокна — 10,2 тыс. т. В 2004 году произведено продукции на 11 331 млн руб.
| тыс. гектар | 1675 | 1475,2 | 1223,7 | 905,1 | 688,9 | 633,1 | 534,4 | 498,9 |

### Кредитный рейтинг
Рейтинговое агентство «Эксперт РА» в 2017 году присвоило Тверской области кредитный рейтинг BBB(RU) со стабильным прогнозом, в 2018 рейтинг был повышен до BBB+(RU). Дважды подтверждён в 2019 и в первом полугодии 2020. Во втором полугодии 2020 повышен до A-(RU) и дважды подтверждён на этом уровне 2021. В 2022 году повышен до A(RU), подтверждался дважды в году в 2022 и 2023. В 2024 вновь повышен до A+(RU), подтверждается на этом уровне дважды в году (2024-2025).

## Туризм

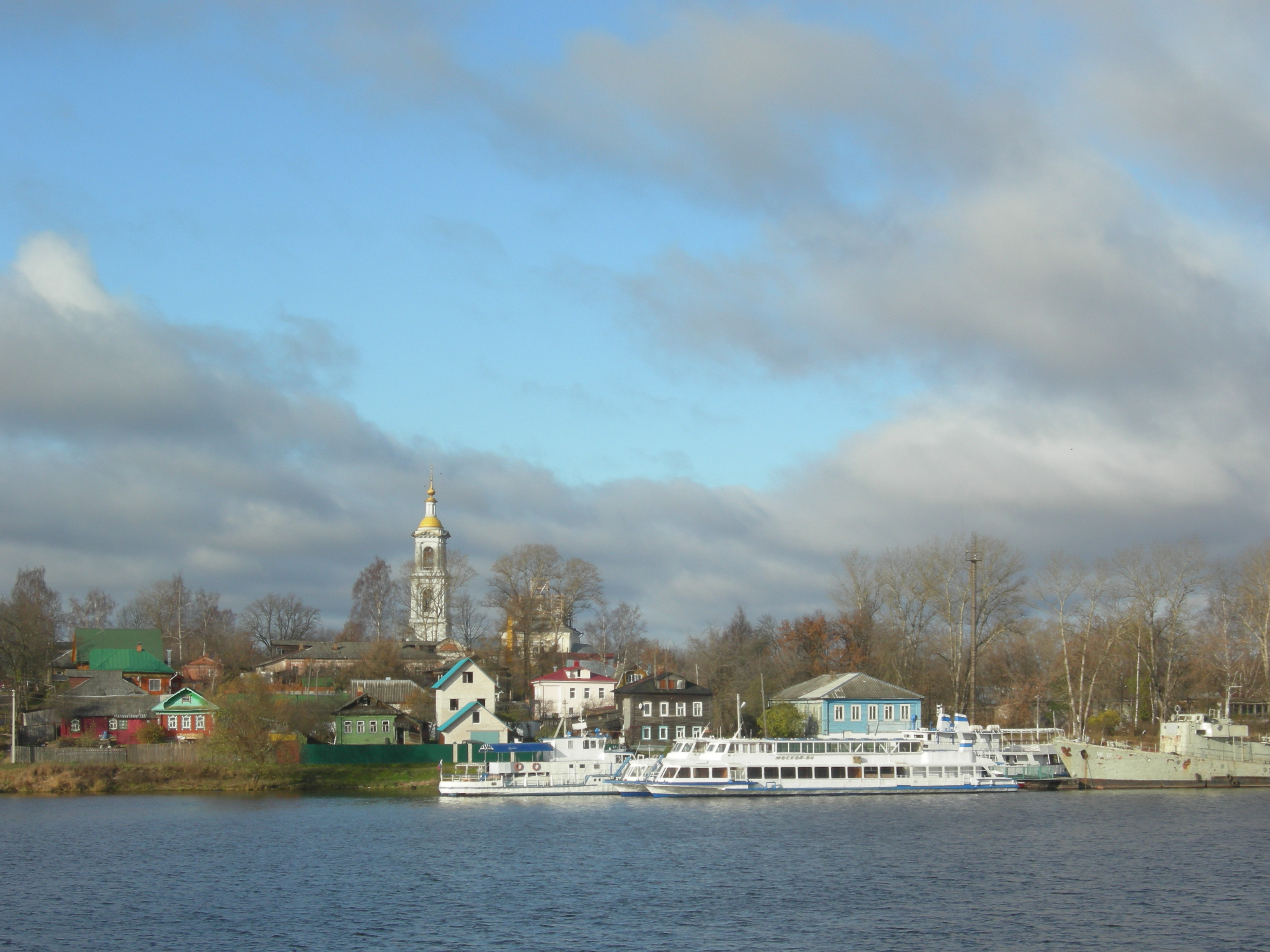
Стоянка пароходов в Кимрах

Тверская область является одним из сложившихся туристических регионов России со множеством достопримечательностей и активно развивающейся и модернизируемой туристической инфраструктурой. В настоящее время на территории Тверской области действует более 200 объектов размещения туристов (по данным статистики 165 объектов, по данным мониторинга областного комитета по туризму 220 объектов по состоянию на 01.01.2008 года). За последние пять лет в Тверской области было построено и реконструировано 52 объекта размещения. Количество туристов, посетивших Тверскую область в 2008 году, по данным статистики составило 1180 тыс. человек. Кроме того, по территории Тверской области проходит значительный транзитный поток экскурсионных туристов в соседние регионы — города Золотого кольца, Великий Новгород и Санкт-Петербург.
Основным видом туризма в Тверской области является рекреационный отдых — более половины отдыхающих. Экскурсионно-познавательный туризм составляет 26 % от числа посещений. На третьем месте стоит курортный отдых и лечение — 19 % от числа туристов, посещающих Тверскую область.
Основными центрами туризма на территории Тверской области являются озеро Селигер и система верхневолжских озёр, исток реки Волги, города Тверь, Торжок, Старица, Вышний Волочёк, Ржев и Торопец, Иваньковское водохранилище — именуемое иначе «Московским морем». Активно развивается туризм на территории Кимрского и Калязинского районов, а также в Весьегонске.
Вклад туристической отрасли в экономику региона определяется совокупным доходом отрасли в размере 4,5 млрд руб. (данные 2008 года). С учётом мультипликативного эффекта доля туризма в ВРП составляет 6,78 %. (Читать подробнее на Викигиде)

## Культура
Тверская земля во все времена обладала особой притягательностью для творческой интеллигенции России. Здесь живут и активно работают замечательные художники, чьи работы с удовольствием покупают музеи и частные коллекционеры по всему миру, кипит театральная жизнь.
В Тверскую областную филармонию на традиционный Баховский фестиваль и фестиваль «Музыкальная осень в Твери» приезжают уже не только столичные меломаны, но и гости со всего мира. Столь же громким успехом пользуется фестиваль «Музыкальное лето Селигера», каждый год проходящий в живописнейшем уголке тверского края под патронажем великой оперной певицы Ирины Архиповой.
Историко-культурное наследие представлено более чем 5 тыс. памятников археологии, около 2 тыс. памятников истории и 3 тыс. памятников архитектуры. В 2020 году завершится строительство крупнейшего памятника в современной России — Ржевского мемориала Советскому солдату. Открытие пройдёт в рамках празднования 75-летия Победы в Великой Отечественной войне 9 мая 2020 года. Мемориал находится возле деревни Хорошево Ржевского района.
Города Тверской области имеют многовековую историю. Старейшие из них — Торжок, Торопец, Бежецк, Тверь — насчитывают более восьми веков. С областью связаны имена многих исторических личностей, деятелей культуры и науки.
Природная красота края, неповторимые архитектурные ансамбли и памятники старины, богатая событиями история, дорогие всем имена тверитян привлекают многочисленных туристов как из нашей страны, так и из-за рубежа. Широко известно, например, Пушкинское кольцо Верхневолжья.
В области работает 5 театров, 39 музеев, более 2 тыс. клубных учреждений и киноустановок, свыше тысячи библиотек.В Тверской области выходят областная газета «Тверская жизнь» и несколько десятков районных газет.

## Наука и образование
Научными исследованиями в регионе занимаются:
- Вышневолоцкий филиал ВНИИ экспериментальной ветеринарии
- ВНИИ сельскохозяйственного использования мелиорированных земель
- ВНИИ синтетических волокон
- ВНИИ льна (Торжок)
- Институт механизации льноводства
- ЦНИИ по переработке штапельных волокон
- НИиПКИ геофизических методов исследований, испытания и контроля нефтегазоразведочных скважин (НИГИК)
- НПО «Нечерноземагропромлён»
- Центрпрограммсистем
- НИИ информационных технологий
- Тверской филиал НИИ вагоностроения
- Подразделения ЦНИИ МО Российской Федерации
- СПКБ средств управления

Основные представители системы высшего образования:
- Тверской государственный университет (25 тыс. обучающихся)
- Тверской государственный технический университет
- Тверская государственная медицинская академия
- Тверская государственная сельскохозяйственная академия
- Военная академия воздушно-космической обороны имени Маршала Советского Союза Г. К. Жукова

Основные представители системы среднего профессионального образования:
- Тверской колледж имени А. Н. Коняева
- Тверской медицинский колледж
- Тверской технологический коледж
- Тверской машиностроительный колледж
- Тверской химико-технологический колледж
- Тверской кооперативный техникум
- Тверской политехнический колледж
- Тверское художественное училище им. Венецианова
- Тверское музыкальное училище
- Тверской училище-колледж культуры
- Торжокский политехнический колледж Федерального агентства по государственным резервам
- Торжокский государственный промышленно-гуманитарный колледж
- Торжокский педагогический колледж им. Бадюлина
- Бологовский аграрный колледж
- Бологовское железнодорожное училище
- Бежецкий промышленно-экономический колледж
- Бежецкое медицинское училище
- Бежецкое педагогическое училище
- Краснохолмский техникум
- Машиностроительный и механико-технологический техникумы (г. Кимры)
- Энергетический техникум (г. Конаково)
- Целлюлозно-бумажный техникум (г. Кувшиново)
- Калашниковский планово-учётный техникум (Лихославльский район)

Крупнейшие библиотеки:
- Тверская областная универсальная библиотека имени А. М. Горького
- Тверская Центральная городская библиотека имени А. И. Герцена
- Тверской Областной Центр детского и семейного чтения А. С. Пушкина

Основные культурные организации:
- Тверской областной академический театр драмы
- Тверской государственный театр кукол
- Тверской государственный театр для детей и молодёжи
- Вышневолоцкий государственный театр драмы
- Кимрский государственный театр драмы и комедии
- Тверская академическая областная филармония
- Тверской государственный цирк
- Тверской государственный объединённый музей
- Тверская Областная картинная галерея
- Тверской Областной музейно-выставочный комплекс имени Лизы Чайкиной
- Всероссийский историко-этнографический музей в Торжке

С 1 сентября 2007 года в области преподаётся предмет Основы православной культуры (ОПК). С 1 апреля 2010 года область участвует в эксперименте по преподаванию ОПК в качестве федерального компонента.

## Религия
Основная исповедуемая религия — православное христианство. В области множество действующих монастырей, храмов и часовен, основная регулирующая структура — Тверская митрополия Русской православной церкви. Среди множества монастырей можно выделить Нило-Столобенскую пустынь и Житенный монастырь.
Давние исторические корни в области у лютеранской церкви. В Тверской области существуют два прихода Евангелическо-лютеранской церкви Ингрии (финской традиции): Ржевский лютеранский приход Святого Луки, и тверской лютеранский приход Христа Спасителя.
Католическая церковь представлена единственным в области приходом тверского храма Преображения Господня, относящегося к Архиепархии Матери Божией.
Крупнейший приход мусульманской общины региона — Тверская соборная мечеть.

## Власть
Законодательную власть осуществляет Законодательное собрание Тверской области, а исполнительную — Правительство Тверской области во главе с Губернатором.

## Известные люди
- Герои Советского Союза

## Гимн области
В октябре 2011 года появились сообщения, что у Тверской области может появиться свой гимн. Автором может выступить поэт, журналист и общественный деятель Андрей Дементьев, уроженец Тверской области.

## Нумизматика
27 декабря 2005 года Банк России выпустил в обращение памятную монету из недрагоценного металла номиналом 10 рублей «Тверская область» серии «Российская Федерация».